# Рівна (Росія)
Рі́вна (рос. Ровная) — село у складі Кетовського району Курганської області, Росія. Входить до складу Митинської сільської ради.
Населення — 465 осіб (2010, 493 у 2002).

## Видатні уродженці
- Демешкіна Онися Михайлівна — Герой Соціалістичної Праці.